# Bashir Ahmed
Bashir Ahmed (urdu ‏بشير احمد‎, ur. 23 grudnia 1934 w Karaczi) – pakistański hokeista na trawie, mistrz olimpijski.
Grał na linii obrony. Brał udział w Letnich Igrzyskach Olimpijskich 1960, na których zdobył złoty medal. Wystąpił łącznie w sześciu spotkaniach, nie strzelając żadnego gola.
W latach 1960–1963 rozegrał w drużynie narodowej osiem spotkań, strzelając jednego gola. Zdobył złoty medal Igrzysk Azjatyckich 1962.